# Mary Dorna
Mary Dorna, pseudoniem van Mary Jeanette Tenkink-Stoppelman (Amsterdam, 5 november 1891 – Amsterdam, 19 maart 1971), was een Nederlandse schrijfster van cursiefjes in de jaren van het interbellum.

## Levensloop
Mary Jeanette Stoppelman groeide op in Arnhem en Amsterdam in een niet-religieus joods gezin. Ze kon zich als kind moeilijk aanpassen aan het burgerlijke milieu waarin haar ouders leefden. Op 19-jarige leeftijd ontvluchtte ze het huis door een onbezonnen huwelijk met een Engelse heer van stand, bij wie ze ongelukkig was. Toen ze hem verliet dook ze onder in een volksbuurt van Düsseldorf, waar ze als schildersmodel moeizaam overleefde. Ze leerde er haar tweede man Bruno Wille kennen, met wie ze na de Eerste Wereldoorlog in Amsterdam ging wonen.
Wille en zijn broer zetten haar aan tot schrijven. Vanaf 1926 publiceerde ze als Mary Wille cursiefjes in een aantal kranten en tijdschriften. Ze werden goed ontvangen en vanaf 1933 verschenen er enkele bundels. In dat jaar ging ze samenwonen met Henk Tenkink en nam ze de schrijversnaam Dorna aan. De laatste bundel kwam uit in 1941. Na de oorlog schreef ze niet meer, tot ze op hoge leeftijd en blind geworden nog enige verhalen dicteerde aan de journalist Lida Polak.
Het werk van Mary Dorna is sterk autobiografisch van inhoud. De stijl is eenvoudig en de toon ironisch. Op soms hilarische wijze stelt ze de bekrompen en huichelachtige omgangsvormen in het bourgeoismilieu aan de kaak. Ze wordt daarom wel gezien als een voorloper van Annie M.G. Schmidt, die ze zichtbaar heeft beïnvloed. Tot haar bewonderaars behoorde Simon Carmiggelt, die in 1968 de aanzet gaf tot de heruitgave van haar werk. Veertig jaar later nam actrice Hetty Blok een soortgelijk initiatief. Ze maakte een selectie uit Dorna's werk en las die voor op vier CD's voor uitgeverij Rubinstein.
Van de hand van Toke van Helmond verscheen in 1977 als nummer 9 in de serie van De Engelbewaarder een biografie van Mary Dorna.

## Publicaties
- Wanordelijkheden rondom een lastig kind (1933)
- Onmaatschappelijke voorkeur (1938)
- Vingeroefeningen (1940)
- Mijn oom Ricardo (1941)
- Laten we vader eruitgooien (1967)
- Een heer om port mee te drinken... (1968)
- Trammelant met de familie (1969)
- De wereld van Mary Dorna (1970)
- Drie verhalen (1983)
- Wanordelijkheden (2008, luisterboek)